# Замок Стейнвікхолм
Замок Стейнвікхолм (норв. Steinvikholm slott) — острівна фортеця на півострові Скатвал біля Стьйордаля в окрузі Тренделаг, Норвегія. Замок був зведений протягом семи років, з 1525 по 1532 рік, останнім римо-католицьким архієпископом Норвегії Олавом Енгельбректсоном. Замок Стейнвікхолм став важливою оборонною спорудою і найбільшою будівлею, зведеною в норвезькому середньовіччі.

## Замок
Замок займає приблизно половину суші на скелястому острові. Прісну воду доводилося брати з материка через відсутність джерела біля замку. Єдиним шляхом на острів, окрім човна, був дерев'яний міст. Хоча конструкція замку була поширеною в Європі в 1525 році, її середньовічна конструкція застаріла через покращення облогової потужності, яку забезпечували порох і гармати.

## Історія
Замок був побудований за вказівкою Олава Енгельбректссона (пр. 1480—1538), архієпископа єпархії Нідарос. Будівництво почалося після його повернення із зустрічі з Папою в Римі, ймовірно в очікуванні військово-релігійного конфлікту, що насувався. Коли опір архієпископа Енгельбректссона посилився посяганню на данське правління, спочатку з королем Данії Фредеріком I і його наступником королем Данії Крістіаном III, замок Стейнвікхолм і абатство Нідархольм стали військовими оборонними пунктами Римо-Католицької Церкви в Норвегії. У квітні 1537 року датсько-норвезька Реформація змогла вигнати архієпископа із замку до Ліра в Нідерландах (нині в Бельгії), де він і помер 7 лютого 1538 року. У замку архієпископ залишив святиню Св. Олава та інші скарби з собору Нідарос (Тронгейм). Труна з тілом святого Олава залишалася в Стейнвікхолмі, доки її не повернули до собору Нідарос у 1564 році. З 1568 року місце могили святого Олава в Нідаросі було невідоме.
З XVII по XIX століття острів використовувався як кар'єр, і частина його стін була розібрана, продана та вивезена з острова. Цю діяльність потурала датсько-норвезька влада як спосіб ліквідації пам'ятника опозиції датсько-норвезького союзу.

## Сучасність
Сьогодні форт Стейнвікхолм належить і управляється Товариством збереження стародавніх норвезьких пам'яток (норв. Fortidsminneforeningen).
Острів є місцем опівнічної опери «Олав Енгельбректссон», яка детально розповідає про життя та боротьбу архієпископа. Опера проводиться щорічно в серпні на лібрето Едварда Хоема та музику Хеннінга Соммерро. Опера була організована Steinvikholm Musikkteater (тепер Opera Trøndelag) в 1993 році.

## Галерея

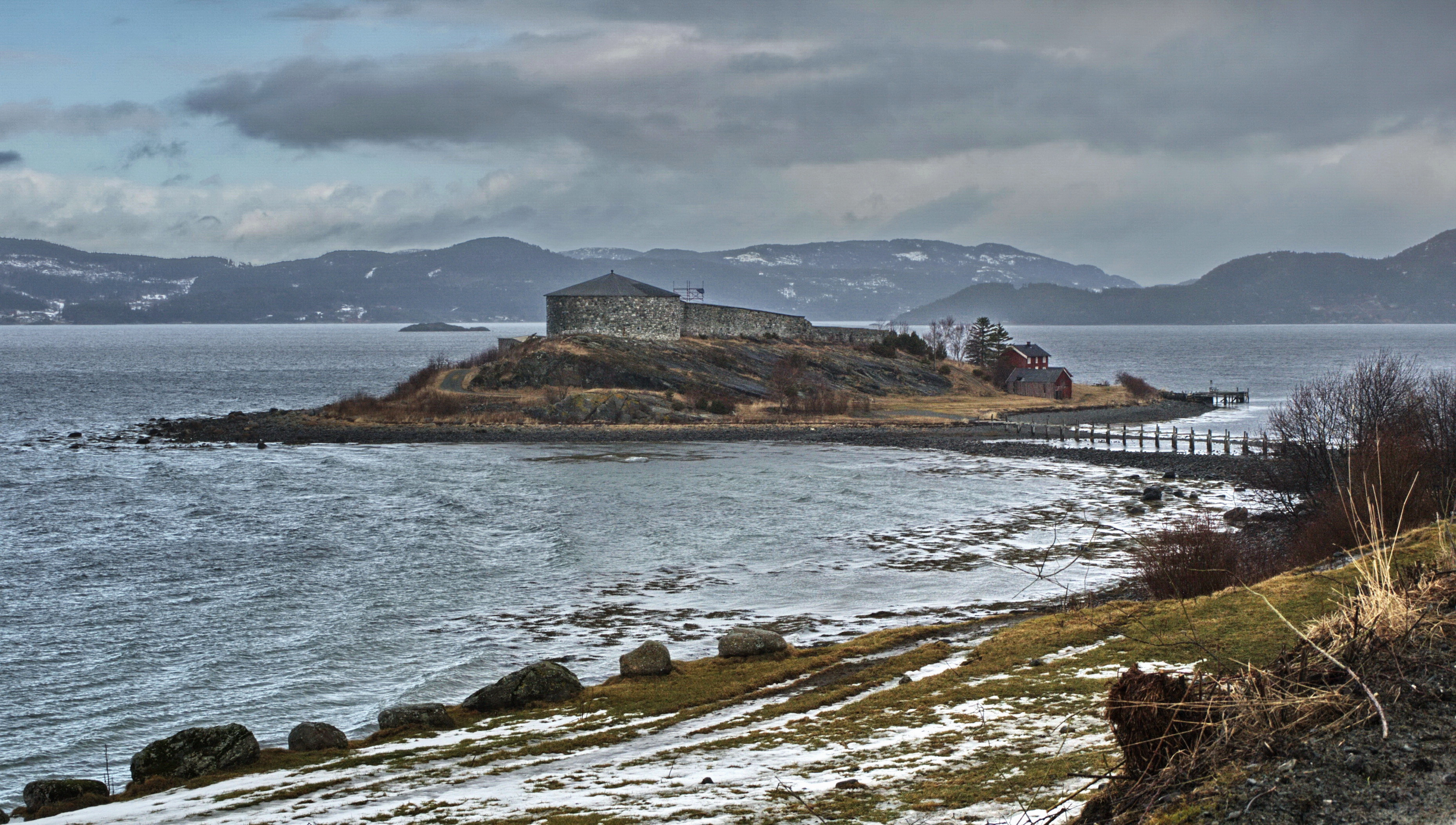
Замок Стейнвікхолм з материка
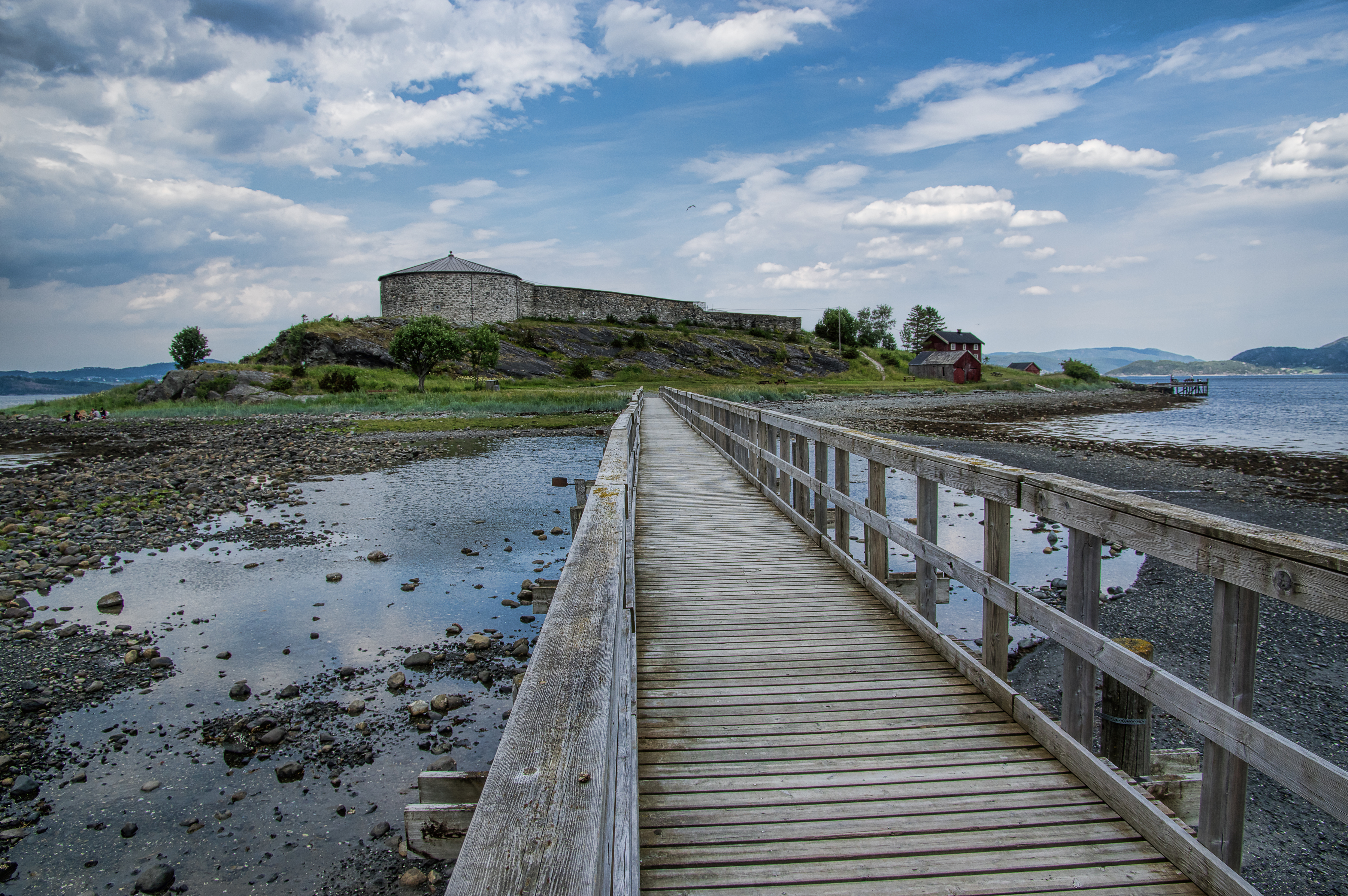
Міст біля замку
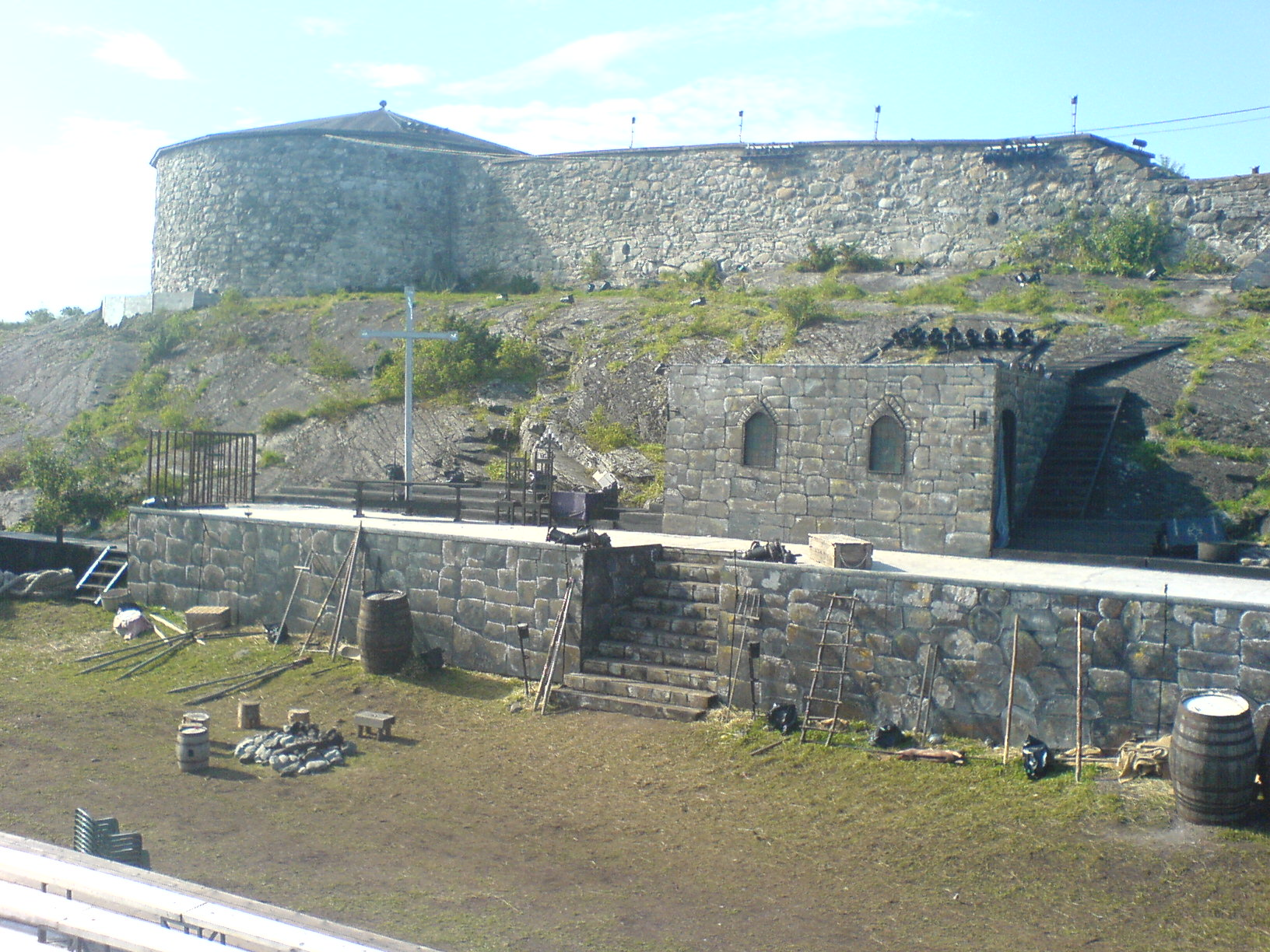
Опора Енгельбректссона
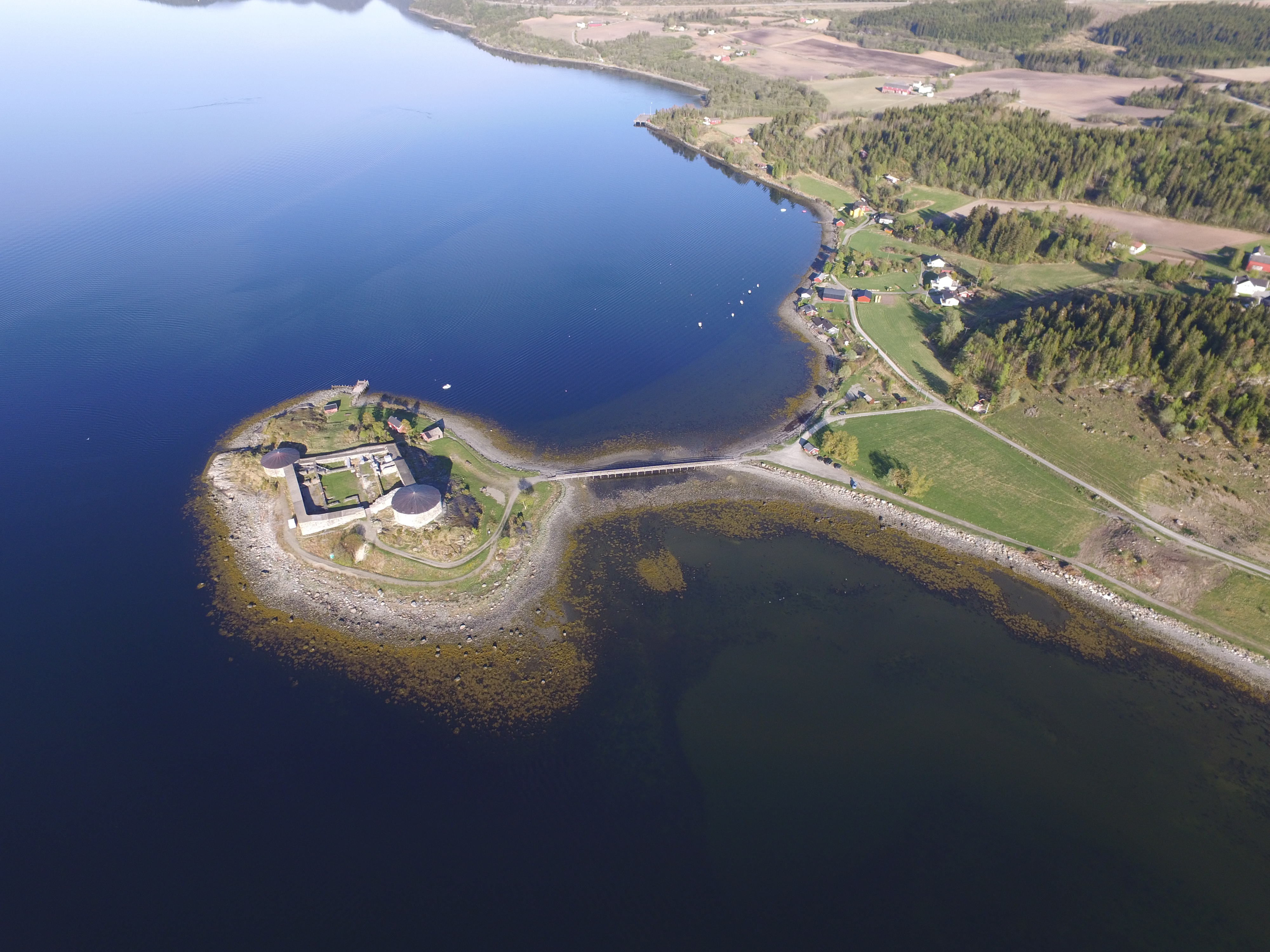
Замок з повітря
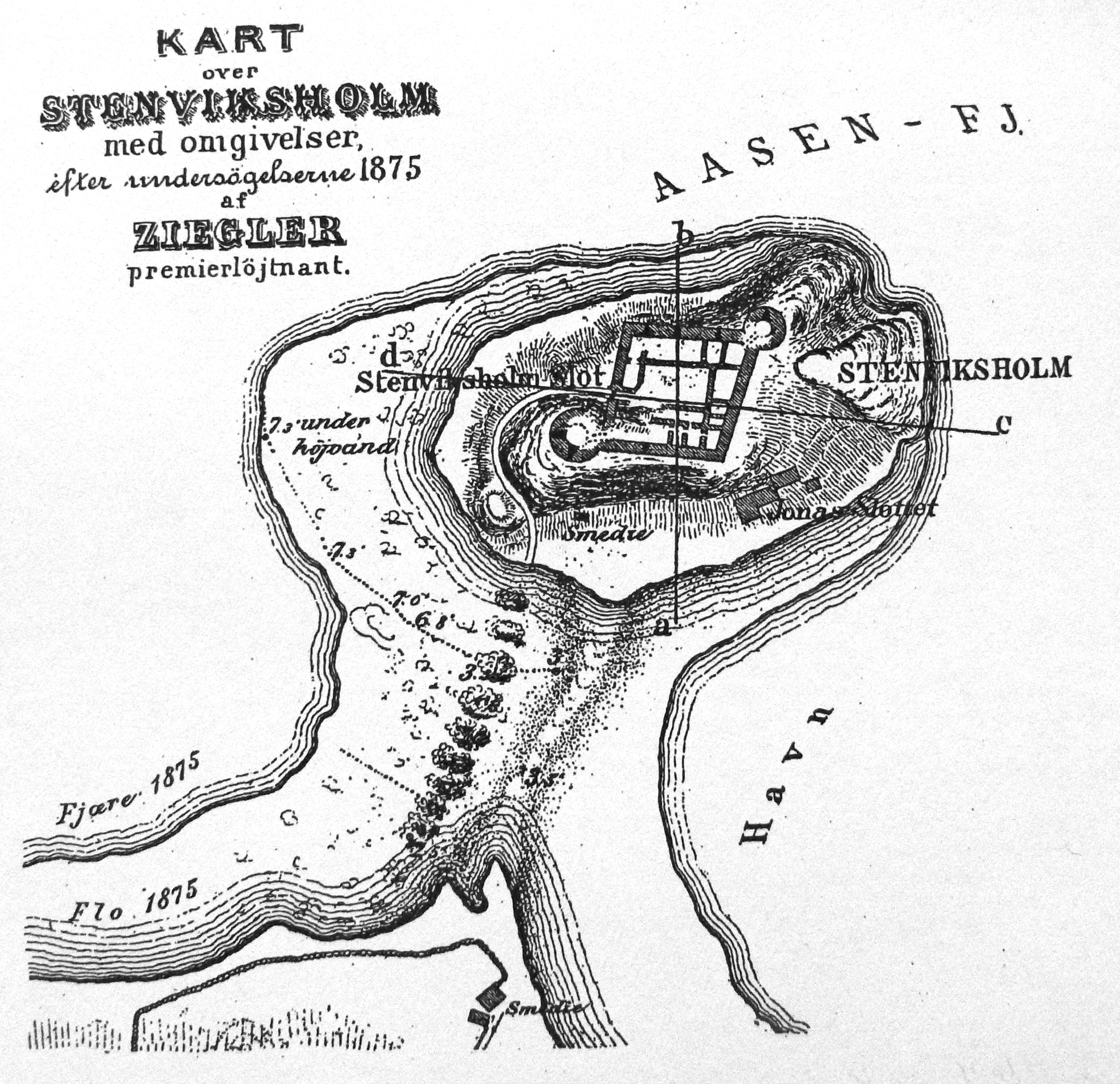
Топографічний план Стейнвікхолма 1875 року